# Ars-les-Favets
Ars-les-Favets település Franciaországban, Puy-de-Dôme megyében. Lakosainak száma 221 fő (2022. január 1.). Ars-les-Favets La Celle, Ronnet, La Crouzille és Montaigut-en-Combraille községekkel határos.

## Népesség
A település népességének változása:
| Lakosok száma | 231  | 228  | 226  | 225  | 223  | 221  | 219  | 220  | 221  |
|               | 2013 | 2015 | 2016 | 2017 | 2018 | 2019 | 2020 | 2021 | 2022 |